# Como Calcio 2004-2005
Questa voce raccoglie le informazioni riguardanti il Como Calcio nelle competizioni ufficiali della stagione 2004-2005.

## Stagione
Nella stagione 2004-2005 il Como Calcio ha concorso in tre competizioni ufficiali:
- Serie C1: 18º classificato nel girone A, retrocesso in Serie C2 2005/06 dopo aver perso i play-out contro il Novara.
- Coppa Italia: 4º classificato nel girone eliminatorio con Fiorentina (qualificata), Piacenza e Verona.
- Coppa Italia Serie C: eliminato agli ottavi di finale dal Cittadella.

## Fallimento
In data 22 dicembre 2004 il Como è stato dichiarato fallito dal tribunale fallimentare di Como. L'istanza è stata presentata da diversi creditori tra cui più di una quindicina di ex-giocatori.
Il tribunale ha comunque stabilito che la società poteva proseguire nella propria attività agonistica in Serie C1. Come curatore fallimentare è stato nominato Francesco Corrado, commercialista canturino e presidente della Pallacanestro Cantù.
Il giorno 18 maggio 2005 il Como è stato acquistato all'asta fallimentare dalla società Royal srl, amministrata da Stefano Bergamelli ma di proprietà dell'ex presidente del Como Enrico Preziosi, per circa 1,4 milioni di euro. Successivamente gli immobili e il titolo sportivo sono stati ceduti alla 1907 Como srl, rappresentata da Paolo Barzaghi. Dopo che alla società è stata negata l'iscrizione al campionato di Serie C2 2005-2006, è stata ammessa in sovrannumero alla Serie D 2005-2006.

## Rosa
| N. |                    | Ruolo | Calciatore                     |
| -- | ------------------ | ----- | ------------------------------ |
|    | Italia (bandiera)  | P     | Piergraziano Gori              |
|    | Italia (bandiera)  | P     | Andrea Lamacchia               |
|    | Italia (bandiera)  | P     | Roberto Pavesi                 |
|    | Italia (bandiera)  | P     | Luigi Sangiorgio               |
|    | Brasile (bandiera) | D     | João Paulo di Fábio            |
|    | Italia (bandiera)  | D     | Stefano Ferrario               |
|    | Italia (bandiera)  | D     | Daniele Grassi                 |
|    | Italia (bandiera)  | D     | Matteo Mariani                 |
|    | Italia (bandiera)  | D     | Marco Pedotti                  |
|    | Italia (bandiera)  | D     | Matteo Piccinni                |
|    | Italia (bandiera)  | D     | Massimo Russo                  |
|    | Italia (bandiera)  | D     | Whellington Fabiano Santacroce |
|    | Italia (bandiera)  | C     | Mauro Bressan                  |
|    | Italia (bandiera)  | C     | Lorenzo Carotti                |

| N. |                    | Ruolo | Calciatore           |
| -- | ------------------ | ----- | -------------------- |
|    | Italia (bandiera)  | C     | Fabrizio Castelnuovo |
|    | Italia (bandiera)  | C     | Francesco Cigardi    |
|    | Italia (bandiera)  | C     | Alberto Colombo      |
|    | Italia (bandiera)  | C     | Gianni Fabiano       |
|    | Italia (bandiera)  | C     | Marco Parolo         |
|    | Italia (bandiera)  | C     | Gionata Passerini    |
|    | Italia (bandiera)  | C     | Fernando Vitone      |
|    | Italia (bandiera)  | A     | Marcello Campolonghi |
|    | Italia (bandiera)  | A     | Alex Della Cristina  |
|    | Italia (bandiera)  | A     | Marco Fummo          |
|    | Italia (bandiera)  | A     | Giuseppe Gambino     |
|    | Italia (bandiera)  | A     | Cataldo Graziano     |
|    | Marocco (bandiera) | A     | Muolay Hicham Miftah |
|    | Italia (bandiera)  | A     | Daniele Rosso        |

### Calciatori ceduti durante la stagione
| N. |                    | Ruolo | Calciatore                                                         |
| -- | ------------------ | ----- | ------------------------------------------------------------------ |
|    | Italia (bandiera)  | P     | Gennaro Capasso (al Cittadella da gennaio 2005)                    |
|    | Italia (bandiera)  | D     | Luca Tino (alla Solbiatese da gennaio 2005)                        |
|    | Brasile (bandiera) | C     | João Fernando Ageu Furtado Mendes (alla Viterbese da gennaio 2005) |
|    | Nigeria (bandiera) | C     | Azeez Okediji Jimoh (al Castel di Sangro da gennaio 2005)          |
|    | Italia (bandiera)  | C     | Andrea Martucci (al Calangianus da settembre 2004)                 |
|    | Italia (bandiera)  | C     | Marco Perini (alla Nuova Albano da gennaio 2005)                   |
|    | Italia (bandiera)  | A     | Davide Angelotti (alla Solbiatese da gennaio 2005)                 |
|    | Italia (bandiera)  | A     | Marcello Campolonghi (alla Cremonese da gennaio 2005)              |
|    | Italia (bandiera)  | A     | Paolo Ramora (alla Lodigiani da gennaio 2005)                      |

## Staff tecnico e dirigenza
| Allenatori: | Roberto Galia (fino al 24 novembre 2004) Silvano Fontolan (dal 24 al 30 novembre 2004) Simone Boldini (dal 30 novembre 2004) |

| Presidente Onorario:  | Aleardo Dall'Oglio |
| Amministratore Unico: | Massimo D'Alma     |

| Direttore generale: | Gino Montella |

## Risultati

### Campionato

#### Girone di andata
| 12 settembre 2004 1ª giornata |  | – Turno di riposo |  |  |

| Arbitro: | Lops (Torino) |

|                             |           |  |
| Priolo 31’ Piovaccari 90+3’ | Marcatori |  |

| Arbitro: | Ciampi (Roma) |

|                             |           |                  |
| Campolonghi 24’ Gambino 64’ | Marcatori | 2’, 34’ Guidetti |

| Arbitro: | Tommasi (Bassano del Grappa) |

|               |           |  |
| N. Ferrari 2’ | Marcatori |  |

| Arbitro: | Pierpaoli (Firenze) |

|                      |           |             |
| Campolonghi 39’, 44’ | Marcatori | 71’ Lanzara |

| Acireale 17 ottobre 2004 6ª giornata | Acireale            | 0 – 0 | Como | Stadio Tupparello\| Arbitro: \| Mannella (Avezzano) \| |
| Arbitro:                             | Mannella (Avezzano) |       |      |                                                        |

| Arbitro: | La Rocca (Ercolano) |

|                         |           |               |
| Vitone 50’ Di Fabio 55’ | Marcatori | 34’ Silvestri |

| Arbitro: | Barbirati (Ferrara) |

|                     |           |                 |
| Fialdini 51’ (rig.) | Marcatori | 29’ Campolonghi |

| Arbitro: | Iannone (Napoli) |

|             |           |                              |
| Gambino 65’ | Marcatori | 4’ Scugugia 58’ M. Bongiorni |

| Arbitro: | Rubino (Salerno) |

|          |           |  |
| Papa 82’ | Marcatori |  |

| Arbitro: | Herberg (Messina) |

|  |           |                                              |
|  | Marcatori | 39’ R. Taddei 84’ Prisciandaro 90+3’ Furiani |

| Arbitro: | Guerriero (Catanzaro) |

|                                            |           |                            |
| Pellicori 35’ (rig.), 40’, 77’ Perovic 52’ | Marcatori | 20’ Campolonghi 56’ Miftah |

| Arbitro: | Prato (Lecce) |

|                          |           |            |
| Ciullo 12’ Cardamone 55’ | Marcatori | 10’ Miftah |

| Arbitro: | Stallone (Foggia) |

|             |           |               |
| Gambino 85’ | Marcatori | 87’ Carruezzo |

| Arbitro: | Pinzani (Empoli) |

|            |           |             |
| Di Deo 69’ | Marcatori | 33’ Cigardi |

| Como 19 dicembre 2004 16ª giornata | Como               | 0 – 0 | Prato | Stadio Giuseppe Sinigaglia\| Arbitro: \| Fugante (Macerata) \| |
| Arbitro:                           | Fugante (Macerata) |       |       |                                                                |

| Arbitro: | Burdin (Cormons) |

|                          |           |                                          |
| Cioffi 24’ R. Rubino 77’ | Marcatori | 5’ Carotti 57’ Cigardi 60’ (rig.) Miftah |

| Arbitro: | Italiani (L'Aquila) |

|                             |           |                        |
| Carfora 20’ Artistico 90+4’ | Marcatori | 14’ Gambino 18’ Parolo |

| Arbitro: | Gervasoni (Mantova) |

|             |           |                        |
| Gambino 52’ | Marcatori | 31’ Valtolina 37’ Elia |

#### Girone di ritorno
| 23 gennaio 2005 20ª giornata |  | – Turno di riposo |  |  |

| Como 30 gennaio 2005 21ª giornata | Como               | 0 – 0 | Vittoria | Stadio Giuseppe Sinigaglia\| Arbitro: \| Scoditti (Bologna) \| |
| Arbitro:                          | Scoditti (Bologna) |       |          |                                                                |

| La Spezia 6 febbraio 2005 22ª giornata | Spezia             | 0 – 0 | Como | Stadio Alberto Picco\| Arbitro: \| Calvarese (Teramo) \| |
| Arbitro:                               | Calvarese (Teramo) |       |      |                                                          |

| Arbitro: | Iannello (Genova) |

|          |           |                   |
| Fummo 3’ | Marcatori | 60’, 80’ Pedruzzi |

| Arbitro: | Lioce (Molfetta) |

|            |           |                          |
| Hubner 36’ | Marcatori | 51’ Carotti 75’ Ferrario |

| Arbitro: | Russo (Nola) |

|                |           |             |
| Graziano 90+4’ | Marcatori | 35’ Pintori |

| Arbitro: | Meli (Parma) |

|                              |           |  |
| Frezza 23’, 78’ S. Rizzi 53’ | Marcatori |  |

| Como 6 marzo 2005 27ª giornata | Como                 | 0 – 0 | Pisa | Stadio Giuseppe Sinigaglia\| Arbitro: \| Cavarretta (Trapani) \| |
| Arbitro:                       | Cavarretta (Trapani) |       |      |                                                                  |

| Arbitro: | Morabito (Messina) |

|                  |           |              |
| M. Bongiorni 86’ | Marcatori | 41’ D. Rosso |

| Arbitro: | Vuoto (Livorno) |

|  |           |                |
|  | Marcatori | 50’ V. Palumbo |

| Arbitro: | Tommasi (Bassano del Grappa) |

|                      |           |             |
| Iorio 22’ Strada 60’ | Marcatori | 83’ Gambino |

| Arbitro: | Zanzi (Lugo di Romagna) |

|  |           |           |
|  | Marcatori | 84’ Bellè |

| Como 6 aprile 2005 32ª giornata | Como          | 0 – 0 | Pavia | Stadio Giuseppe Sinigaglia\| Arbitro: \| Ciampi (Roma) \| |
| Arbitro:                        | Ciampi (Roma) |       |       |                                                           |

| Arbitro: | Cavarretta (Trapani) |

|               |           |  |
| Carruezzo 37’ | Marcatori |  |

| Arbitro: | Mannella (Avezzano) |

|             |           |                                   |
| Carotti 41’ | Marcatori | 62’ Di Nardo 78’ (rig.) De Cesare |

| Arbitro: | Gervasoni (Mantova) |

|             |           |                          |
| Morante 63’ | Marcatori | 43’ Graziano 82’ Fabiano |

| Arbitro: | Damato (Barletta) |

|                         |           |  |
| D. Rosso 26’ Parolo 77’ | Marcatori |  |

| Arbitro: | Lops (Torino) |

|            |           |           |
| Parolo 72’ | Marcatori | 43’ Cacia |

| Arbitro: | lioce (Molfetta) |

|             |           |                       |
| Temelin 75’ | Marcatori | 22’, 28’ (rig.) Fummo |

### Play-out
| Arbitro: | Pierpaoli (Firenze) |

|                    |           |                                     |
| Pedotti 31’ (rig.) | Marcatori | 32’ Martinetti 90+5’ (rig.) Palombo |

| Novara 5 giugno 2000 Ritorno | Novara            | 0 – 0 | Como | Stadio Silvio Piola\| Arbitro: \| Herberg (Messina) \| |
| Arbitro:                     | Herberg (Messina) |       |      |                                                        |

### Coppa Italia

#### Quinto Girone
| Arbitro: | P.S. Mazzoleni (Bergamo) |

|  |           |                       |
|  | Marcatori | 31’ Agnelli 61’ Fummo |

| Arbitro: | Tagliavento (Terni) |

|                                          |           |  |
| Viali 28’ Grassi 57’ (aut.) Portillo 70’ | Marcatori |  |

| Arbitro: | Banti (Livorno) |

|  |           |                                    |
|  | Marcatori | 40’ Beghetto 46’ Sardo 47’ Lucenti |

### Coppa Italia Serie C
| Arbitro: | Ciliberto (Merano) |

|               |           |                 |
| R. Palumbo 4’ | Marcatori | 80’ Castelnuovo |

| Arbitro: | Scoditti (Bologna) |

|                              |           |  |
| Castelnuovo 14’ Graziano 87’ | Marcatori |  |

| Arbitro: | Lops (Torino) |

|  |           |                           |
|  | Marcatori | 30’ Borriero 54’ Giacobbo |

| Arbitro: | Candussio (Cervignano del Friuli) |

|                    |           |  |
| Piccinni 3’ (aut.) | Marcatori |  |